# Robert (cráter)

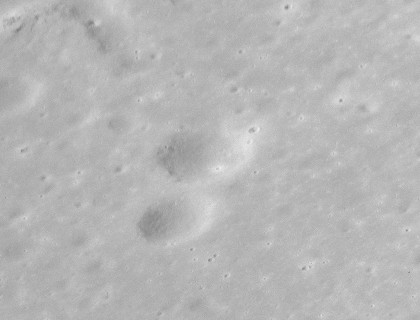
Fotografía de la misión Apolo 15

Robert es un pequeño cráter de impacto lunar situado en la parte sureste del Mare Serenitatis. Está ubicado al noreste del pequeño cráter Dawes y al oeste de los Montes Taurus.
|  |  |

Al este-noreste de esta posición se encuentra el punto de aterrizaje de la misión Apolo 17, en el valle Taurus-Littrow.

## Denominación
El nombre procede de una designación originalmente no oficial, contenida en la página 42C3/S2 de la serie de planos del Lunar Topophotomap de la NASA, que fue adoptada por la UAI en 1976, al igual que las denominaciones de los cráteres cercanos Mary, Osiris, Isis y Jerik.